# Championnat du monde masculin de curling 1985
Navigation
Édition précédente Édition suivante
Le Championnat du monde masculin de curling 1985, vingt-septième édition du championnat du monde de curling, a eu lieu du 25 au 31 mars 1985 à Glasgow, au Royaume-Uni. Il est remporté par le Canada.